# Days of Memories
Days of Memories (abreviadamente DOM) é uma série de jogos eletrônicos de simuladores de encontros românticos que a SNK Playmore vem desenvolvendo desde 2005 para celulares. Eles recentemente lançaram uma compilação dos 3 primeiros jogos para Nintendo DS, com novos gráficos e um modo extra de visualização.
- Days of Memories ~Boku to Kanojo to Koto no Koi~ (Days of Memories 〜僕と彼女と古都の恋〜)[1]

Lançado em 5 de maio, 2008